# Albrecht van Oostenrijk-Teschen
Albrecht Frederik Rudolf (Wenen, 3 augustus 1817 – Arco, 18 februari 1895), aartshertog van Oostenrijk, hertog van Teschen, was een lid van het huis Habsburg-Lotharingen. Hij was de oudste zoon van aartshertog Karel van Oostenrijk-Teschen en prinses Henriëtte Alexandrine van Nassau-Weilburg. Zijn vader was een zoon van keizer Leopold II.

## Carrière
Albrecht sloot zich aan bij het leger en maakte al snel carrière: hij zat bij verschillende regimenten en kreeg steeds hogere rangen. Hier kwam een einde aan, toen hij er in 1848 van werd beschuldigd, het bevel te hebben gegeven vuurwapens tegen burgers te gebruiken. Albrecht legde zijn betrekking neer en meldde zich als vrijwilliger bij het leger van de troepen van Radetzky. Ze trokken naar het huidige Italië, waar Albrecht zich in verschillende veldslagen onderscheidde.
Na deze gevechten werd hij benoemd tot opperbevelhebber van een aantal troepen in Bohemen en hij werd aangesteld als gouverneur van Mainz. In 1851 kreeg hij een paar posities in Hongarije, waaronder die van gouverneur-generaal. In deze positie van gouverneur-generaal kampte hij met veel moeilijkheden: aan de ene kant moest hij gehoor geven aan de wensen van het hof, die vaak anders waren dan de verlangens van de burgers.
Op 27 juni 1856 benoemde koning Willem III der Nederlanden, die de gewoonte had reactionaire Oostenrijkse en Russische officieren te decoreren, Albrecht tot commandeur in de Militaire Willems-Orde. Albrecht droeg ook het exclusieve Oostenrijkse Kruis voor Militaire Verdienste Ie Klasse met diamanten.
In 1860 zag hij zich wederom gedwongen zijn functie neer te leggen. Hierna hield hij zich weer voornamelijk bezig met militaire aangelegenheden. Zo vocht hij in 1866 in de Slag bij Custoza, waarin de Italianen werden verslagen. Als militair schrijver bewees hij het leger een grote dienst door een groot aantal militaire boeken te schrijven. In 1888 kreeg hij zijn laatste promotie: hij kreeg de rang van generaal-veldmaarschalk.
Albrecht had op economisch gebied veel invloed: hij was namelijk een van de eerste grootgrondbezitters en grootindustriëlen van zijn tijd. Hij bezat verschillende stukken grond met een totale oppervlakte van 2070 km². Een van de stukken grond die hij bezat, was het hertogdom Teschen dat hij in 1847 van zijn vader had geërfd. Albrecht bezat ook verschillende paleizen, maar woonde in zijn paleis Albertina te Wenen.

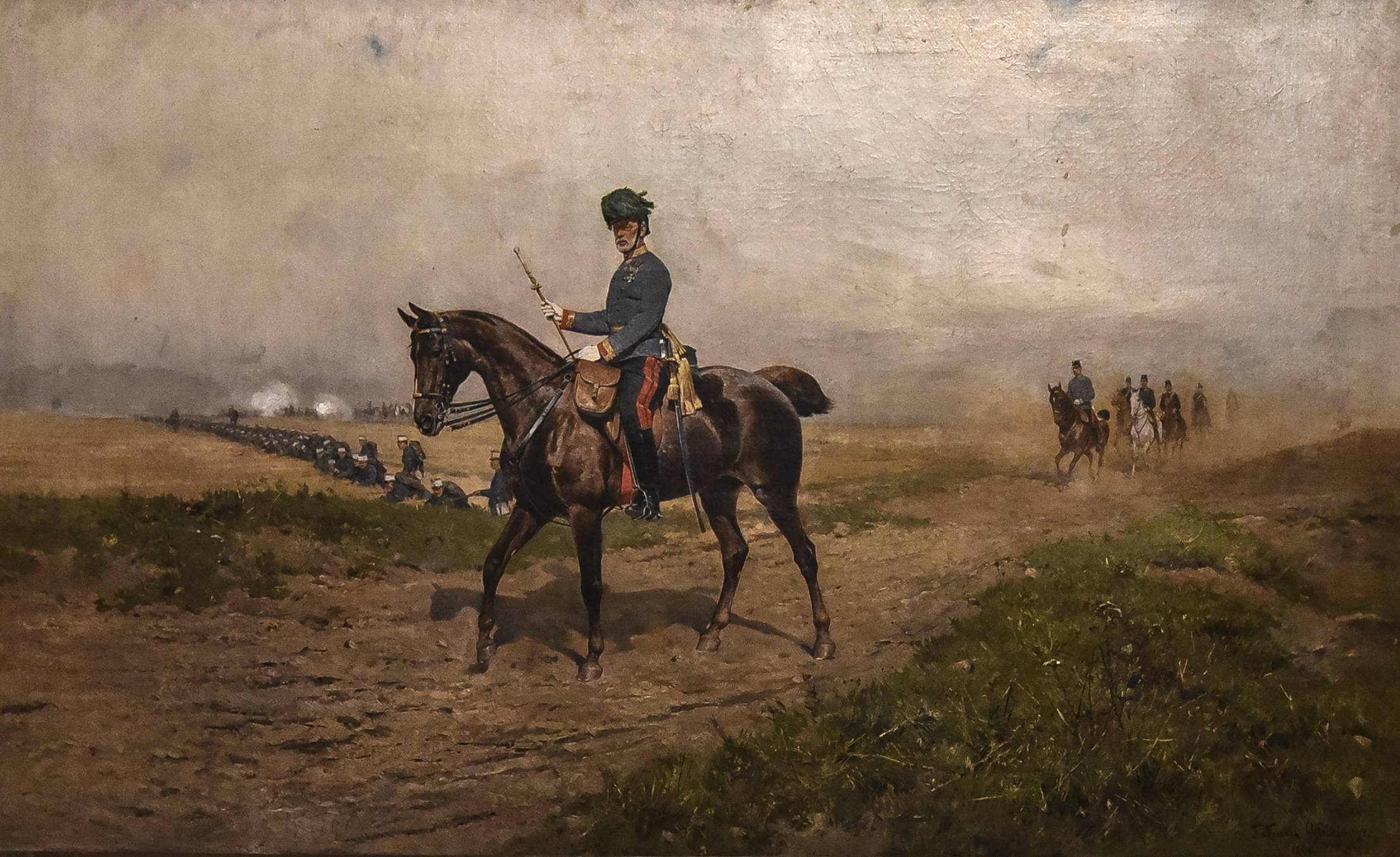
Albrecht van Oostenrijk-Teschen tijdens zijn laatste bezoek aan de troepen

## Huwelijk en gezin
Hij trouwde op 1 mei 1844 te München met prinses Hildegard van Beieren, een dochter van koning Lodewijk I van Beieren. Hildegard en Albrecht kregen drie kinderen, van wie de twee jongste op jonge leeftijd stierven. Hun enige zoon, Karel Albrecht Lodewijk (1847-1848) stierf op 1-jarige leeftijd. Hun tweede dochter, Mathilde Marie Adelgunde (1849-1867), was verloofd met Lodewijk Salvator van Oostenrijk (een zoon van groothertog Leopold II van Toscane). Van een huwelijk was het nooit gekomen, doordat Mathilde door een tragisch ongeluk om het leven kwam: toen ze een sigaret voor haar vader probeerde verstoppen, vatte haar lichtbrandbare kleding vlam. Ze liep veel tweede en derdegraads brandwonden op en stierf in juni 1867. Slechts één dochter, Maria Theresia Anna, bleef over. Zij trouwde met hertog Filips van Württemberg, een achterkleinzoon in mannelijke lijn van hertog Frederik Eugenius van Württemberg. Albrecht had dus geen mannelijke erfgenamen, waardoor zijn bezittingen na zijn dood overgingen naar zijn neef, aartshertog Frederik.
In 1899 werd een zilveren Herinneringsteken aan Veldmaarschalk Aartshertog Albrecht ingesteld voor de officieren van de aartshertogelijke staf.
Charles-Joseph de Ligne · Joseph Alvinczy von Berberek · Heinrich von Bellegarde · Johannes I Jozef van Liechtenstein · Karl Philipp zu Schwarzenberg · Josef Radetzky von Radetz · Maximilian von Wimpffen · Alfred I zu Windisch-Graetz · Laval Nugent von Westmeath · Eugen Wratislaw von Mittrowitz-Nettolitzky · Heinrich von Heß · Albrecht van Oostenrijk-Teschen · Edmund zu Schwarzenberg
Frederik Karel van Pruisen · Frederik III van Pruisen · Eberhard Herwarth von Bittenfeld · Karl Friedrich von Steinmetz · Helmuth von Moltke · Albert van Saksen · Albrecht von Roon · Edwin von Manteuffel · Leonhard von Blumenthal · George van Saksen · Albert van Pruisen · Albrecht van Oostenrijk · Frans Jozef I van Oostenrijk · Alfred von Waldersee · Gottlieb von Haeseler · Wilhelm von Hahnke · Walter von Loë · Arthur van Connaught en Strathearn · Carol I van Roemenië · Max von Bock und Pollach · Alfred von Schlieffen · Colmar von der Goltz · George V van het Verenigd Koninkrijk · Frederik August III van Saksen · Constantijn I van Griekenland · Paul von Hindenburg · Karl von Bülow · Frederik van Oostenrijk · August von Mackensen · Lodewijk III van Beieren · Willem II van Württemberg · Rupprecht van Beieren · Leopold van Beieren · Albrecht van Württemberg · Ferdinand I van Bulgarije · Mehmed V van het Ottomaanse Rijk · Franz Conrad von Hötzendorf · Karel I van Oostenrijk · Hermann von Eichhorn · Remus von Woyrsch · August van Württemberg